# 如意洲酒
如意洲酒简称如意酒，是河北省承德市雙灤區双塔山镇出产的一种白酒，为新兴的地方酒种，源于改革开放后的1985年，当地成立的乡镇企业，以乾隆三十六景之一的如意湖而命名如意酒厂，后数度改制、易名。如意酒现产品包括浓香型白酒和清香型白酒，乃一地方品牌，虽有出口，但销售市场主要在当地，为承德本地代表性白酒品牌之一。除白酒外，也生产啤酒和葡萄酒。